# Gabinet Naczelnego Wodza
Gabinet Naczelnego Wodza – organ pracy Naczelnego Wodza „dla całości spraw Sił Zbrojnych (wojska, lotnictwa i marynarki wojennej)” w latach 1939–1947.
Na podstawie rozkazu L.dz. 397/Tjn.O.I./Og.Org./40 z 30 sierpnia 1940 roku Organizacja Naczelnych Władz Sił Zbrojnych zostało utworzone Biuro Naczelnego Wodza w składzie:
- Gabinet Ministra (Referat Odznaczeń i Referat Darów),
- Oficer Sztabowy do Zleceń,
- Adiutantura.

Szef Gabinetu Ministra był jednocześnie szefem Biura NW i pełnił obowiązki sekretarza Kapituły Orderu Virtuti Militari. Oficer Sztabowy do Zleceń miał „załatwiać sprawy specjalne, poruczone przez Naczelnego Wodza i Ministra Spraw Wojskowych”. Referat Darów zajmował się „akcją propagandy i zbiórką darów dla Polskich Sił Zbrojnych”. Do kompetencji Referatu Odznaczeń należały sprawy związane „z nadawaniem odznaczeń polskich oraz przyjmowaniem odznaczeń obcych przez żołnierzy polskich”, natomiast w gestii szefa Gabinetu Ministra znalazły się sprawy reprezentacyjne oraz sprawy związane z nadawaniem sztandarów i ustalaniem przepisów mundurowych. Do składu osobowego Biura należał Naczelny Wódz. Poza nim, zgodnie z etatem, Biuro liczyło wówczas 4 oficerów sztabowych, 4 oficerów starszych i młodszych, 1 podoficera, 1 szeregowego oraz 2 urzędników (maszynistki).  
Na podstawie rozkazu L.dz. 236/Tjn./O.I./Og.Org./41 z 31 stycznia 1941 roku na bazie dotychczasowego Biura Naczelnego Wodza zostały zorganizowane dwie odrębne instytucje, a mianowicie: Gabinet Ministra Spraw Wojskowych, podległy bezpośrednio Ministrowi Spraw Wojskowych i Adiutantura Generalna Naczelnego Wodza, podległa bezpośrednio Naczelnemu Wodzowi. Zakres prac Gabinetu i Adiutantury pozostał niezmieniony, jednocześnie zlikwidowane zostało stanowisko oficera sztabowego do zleceń.
Na podstawie rozkazu L.dz. 1165/Tjn./O.I./Og.Org./41 z 10 czerwca 1941 roku z połączenia Gabinetu Ministra Spraw Wojskowych i Adiutantury Generalnej Naczelnego Wodza powstał Gabinet Naczelnego Wodza i Ministra Spraw Wojskowych. W skład organizacyjny Gabinetu została włączona Kwatera Polowa Naczelnego Wodza, dyslokowana na terenie I Korpusu. Komendant kwatery został podporządkowany służbowo i dyscyplinarnie szefowi Gabinetu. Jednocześnie Naczelny Wódz zarządził, że Archiwum Wojskowe, dyslokowane na terenie I Korpusu, pozostaje nadal częścią składową Kwatery Głównej Sztabu NW, służbowo i dyscyplinarnie podległą bezpośrednio komendantowi KG Sztabu NW. Kwatera Polowa NW i Archiwum Wojskowe, pod względem garnizonowym i gospodarczym, pozostały w podporządkowaniu dowódcy I Korpusu. Szef Gabinetu w stosunku do podległych mu osób wojskowych uzyskał uprawnienia dyscyplinarne dowódcy pułku.
Na podstawie rozkazu L.dz. 681/Tjn./O.I./Og.Org./41 w Gabinecie MSWojsk został ustanowiony Referat Historyczny w składzie jednego oficera sztabowego.

## Obsada personalna Gabinetu
Szefowie Gabinetu
- mjr Julian Leski (p.o. od 27 X 1939[7])
- płk dypl. kaw. Witold Radecki-Mikulicz (19 XI 1939 - 30 IX 1940[7])
- płk dypl. art. Włodzimierz Onacewicz (od 30 IX 1940[7])
- mjr / ppłk dypl. Zygmunt Borkowski (od 26 VI 1941[8])
- gen. bryg. Tadeusz Pełczyński (1945[9])

Zastępcy szefa Gabinetu
- mjr inż. Stefan Zabłocki (od 27 X 1939[7])
- mjr piech. Otton Laskowski (31 III 1941 - 13 III 1942[10])
- płk dypl. obs. Władysław Bohuszewicz (1945[9])

Oficerowie sztabowi do zleceń
- mjr dypl. Zygmunt Borkowski[11]
- ppłk dypl. Kazimierz Iranek-Osmecki (1945[9])

Adiutanci
- adiutant generalny - mjr dypl. Zygmunt Borkowski[12]
- starszy adiutant przyboczny - rtm. 24 puł Michał Miszke (od 25 VI 1942[13])
- adiutant przyboczny - por. mar. Józef Ponikiewski (26 VI 1941 - † 4 VII 1943 → Katastrofa lotnicza w Gibraltarze[14])
- adiutant przyboczny - kpt. Marian Piotrowski (do 20 II 1942 → dyspozycja Inspektora Polskich Sił Powietrznych)
- adiutant przyboczny - por. pil. Czesław Główczyński (od 10 II 1942)
- adiutant - kpt. obs. Antoni Kiewnarski
- adiutant - por. rez. piech. Janusz Tyszkiewicz (od 1 VII 1940[15])
- adiutant - ppor. Chłapowski[11]
- adiutant osobisty - kpt. art. Stanisław Jankowski (od 28 V 1945[16])

Oficerowie
- szef Kwatery Prasowej - ppłk dypl. Antoni Bogusławski (1945[9])
- referent polityczny - ppor. rez. piech. / mjr kaw. cz.w. Józef Lipski[17]
- komendant Kwatery Polowej NW - rtm. posp. ruszenia kaw. dr Wojciech Biesiadecki (od 26 VI 1941[8])
- mjr obs. Wacław Alfred Waltera (od 15 I 1943[18])
- kpt. piech. Antoni Dziedzicki (od 1 XII 1941[17])
- kpt. piech. Władysław Kłonkowski (od 1 VII 1940[17])
- kpt. piech. Stanisław Librewski[17]
- kpt. rez. lot. Jan Marian Piotrowski[17]
- rtm. Tadeusz Gosiewski (do 7 IX 1945 → Inspektorat Szkolenia Zawodowego Sił Zbrojnych[19])
- rtm. Eugeniusz de Virion[17]
- rtm. rez. Stefan Adam Zamoyski[17]
- kierownik kancelarii - kpt. piech. Zdzisław Witt (od 28 III 1942[20])
- kpt. aud. rez. Eugeniusz Zdrochecki (7 IX 1940 - 31 XII 1942 → Oddział Personalny Sztabu NW[21]
- por. rez. kaw. Zygmunt Fudakowski[17]
- por. rez. kaw. Antoni Marjanowski[17]
- ppor. rez. piech. Stanisław Kiernik (do 19 XII 1942 → 1 Samodzielna Brygada Strzelców[22][17])
- ppor. rez. / rtm. Jan Leoncjusz Augustyn Tomaszewski (12 V 1942 - 31 X 1945 → Kadra Ewidencyjna Oficerów[23])